# Estación Los Andes
Los Andes, o Santa Rosa de Los Andes, es una estación ferroviaria que formó parte del Ferrocarril Trasandino Los Andes-Mendoza que comunicaba Chile con Argentina. También era la terminal del Ramal Llay Llay-Los Andes, que permitía a los pasajeros provenientes de Argentina combinar con servicios de la Red Sur.

## Historia

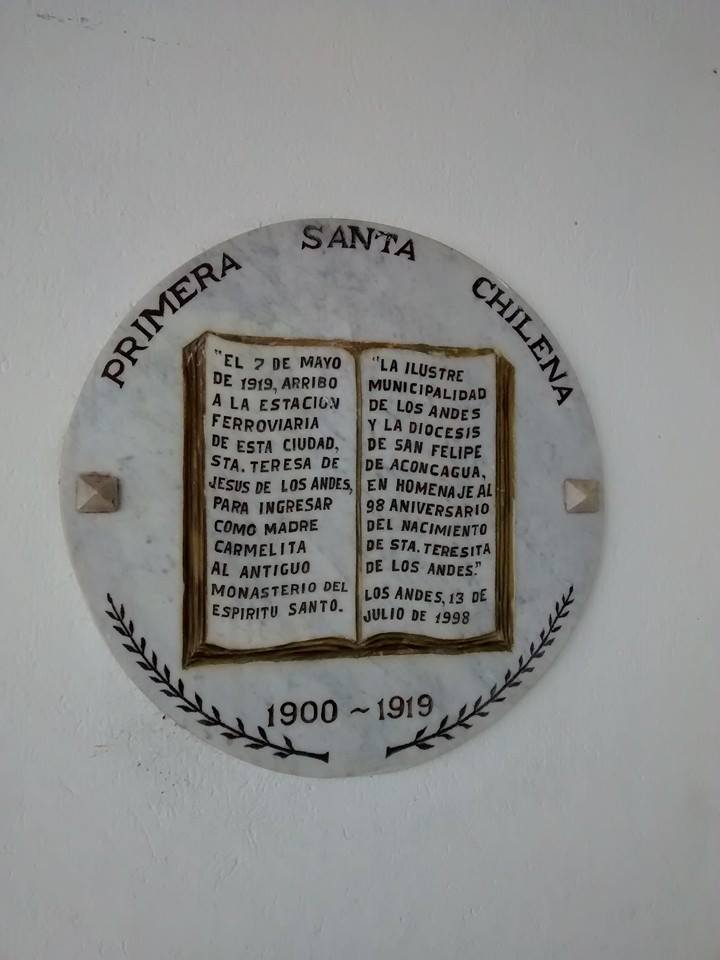
Placa conmemorativa a Teresa de Los Andes en la estación de FFCC Los Andes.

El ramal de trocha ancha, que comenzaba en la estación Las Vegas, llegó a Los Andes en 1874, dando origen a la primera estación Los Andes. Años después, la estación Las Vegas sería demolida y el inicio del ramal trasladado a Llay Llay. La estación fue ampliada con motivo de la habilitación del tren Trasandino, inaugurado el 5 de abril de 1910. La actual estación, estructura construida en piedra, fue edificada en 1954. El patio de maniobras y la estación de transferencia fueron construidos años más tarde, para permitir el transporte de cobre desde la montaña. Es esta última actividad la que mantiene la vida ferroviaria de la estación.
Para la construcción de 1954, el artista chileno Gregorio de la Fuente pintó el mural que se encuentra en el sector central de la estación, tarea que se le encomendó al ganar el primer lugar en el concurso realizado por la Empresa de los Ferrocarriles del Estado con ese fin. Realizado al fresco con la asistencia de Fernando Sotomayor, y firmado el 22 de julio de 1954, el mural (denominado "El Abrazo de los Pueblos") busca retratar la fraternidad chileno-argentina mediante la historia, haciendo uso de figuras como los próceres Bernardo O'Higgins y José de San Martín, el Ejército Libertador de Los Andes, y figuras más genéricas pero no menos importantes, como el huaso chileno y el gaucho argentino.

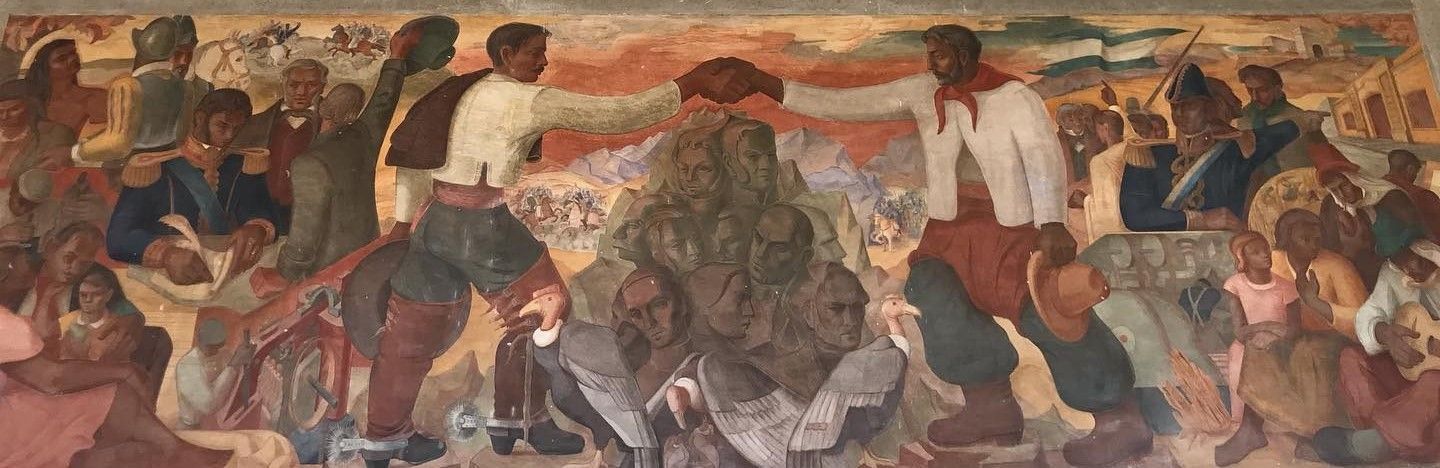
Mural "El Abrazo de los Pueblos", pintado por Gregorio de La Fuente en 1954, Estación de Ferrocarriles de Los Andes

A lo largo de sus 119 años de funcionamiento, la estación presenció numerosos eventos históricos, como la llegada del Presidente Argentino Juan Domingo Perón y su esposa Eva Duarte, el Cardenal Juan Benlloch y Vivó, Legado Pontificio, Eduardo de Windsor, Príncipe de Gales, entre otros personajes internacionales. Además, a esta estación arribaron tres célebres personajes de la historia de Chile, entre otros: La poetisa Gabriela Mistral, para hacerse cargo del Liceo de Niñas de Los Andes, Santa Teresa de Los Andes (en el siglo, Juanita Fernández Solar), para ingresar al Carmelo de Los Andes, y San Alberto Hurtado, de regreso de Europa donde se formó para ser sacerdote jesuita y doctor en Educación. 

### Abandono y resurgimiento
La estación cayó en el abandono en 1993, con la suspensión de los servicios de pasajeros entre Valparaíso y Los Andes; el andén del Ferrocarril Trasandino había dejado de operar en 1984. El edificio comenzó a caer en ruinas, por lo que se llevaron a cabo diversas iniciativas para su recuperación; en 1999 se autorizó la instalación del rodoviario Carlos Díaz (También conocido como el terminal de buses de los andes), en las instalaciones del andén del Trasandino, ocultando la vía férrea de trocha métrica que encuentra su fin en ese lugar, abierto en 2002. Además, a fines de los años 90 se llevó a cabo una restauración del mural, dirigida por el propio Gregorio de la Fuente, hasta su fallecimiento en 1999.
En 2004 el Ministerio Público se instaló en el edificio principal, abandonándolo en 2007. En 2010 se realizan actos culturales, y la municipalidad comienza conversaciones con ferrocarriles para recuperar el edificio. Finalmente, no sería hasta 2013 que comenzarían los trabajos de recuperación, que EFE y Codelco tienen previsto en 3 etapas.
La primera etapa corresponde a la habilitación del hall central y la recuperación del mural "El Abrazo de los Pueblos". De este modo, el edificio, diseñado por el arquitecto Luis Herreros, quedaría disponible para albergar a FOSILA (Fundación Orquesta Sinfónica de Los Andes) y las oficinas de la Corporación Pro Aconcagua. Ambas organizaciones comenzaron a hacer uso de las instalaciones el 2 de julio de 2014, dando por terminada la primera etapa del proyecto de recuperación.
La segunda etapa busca recuperar el costado del edificio para un espacio multicultural para exposiciones, congresos, presentaciones y muestras artísticos; y la tercera finalizaría por recuperar la totalidad de los espacios exteriores del inmueble; patio norte, patio sur, andén (actualmente cercado en el caso del ramal y utilizado como terminal rodoviario en el caso del Trasandino) y plazoletas.

## Servicios turísticos

### Servicio Góndola Carril T-1024
Desde el año 2000 la estación funciona como cabecera del servicio «Góndola Carril», un recorrido patrimonial hasta Río Blanco en un buscarril sobre las vías del antiguo Ferrocarril Trasandino.

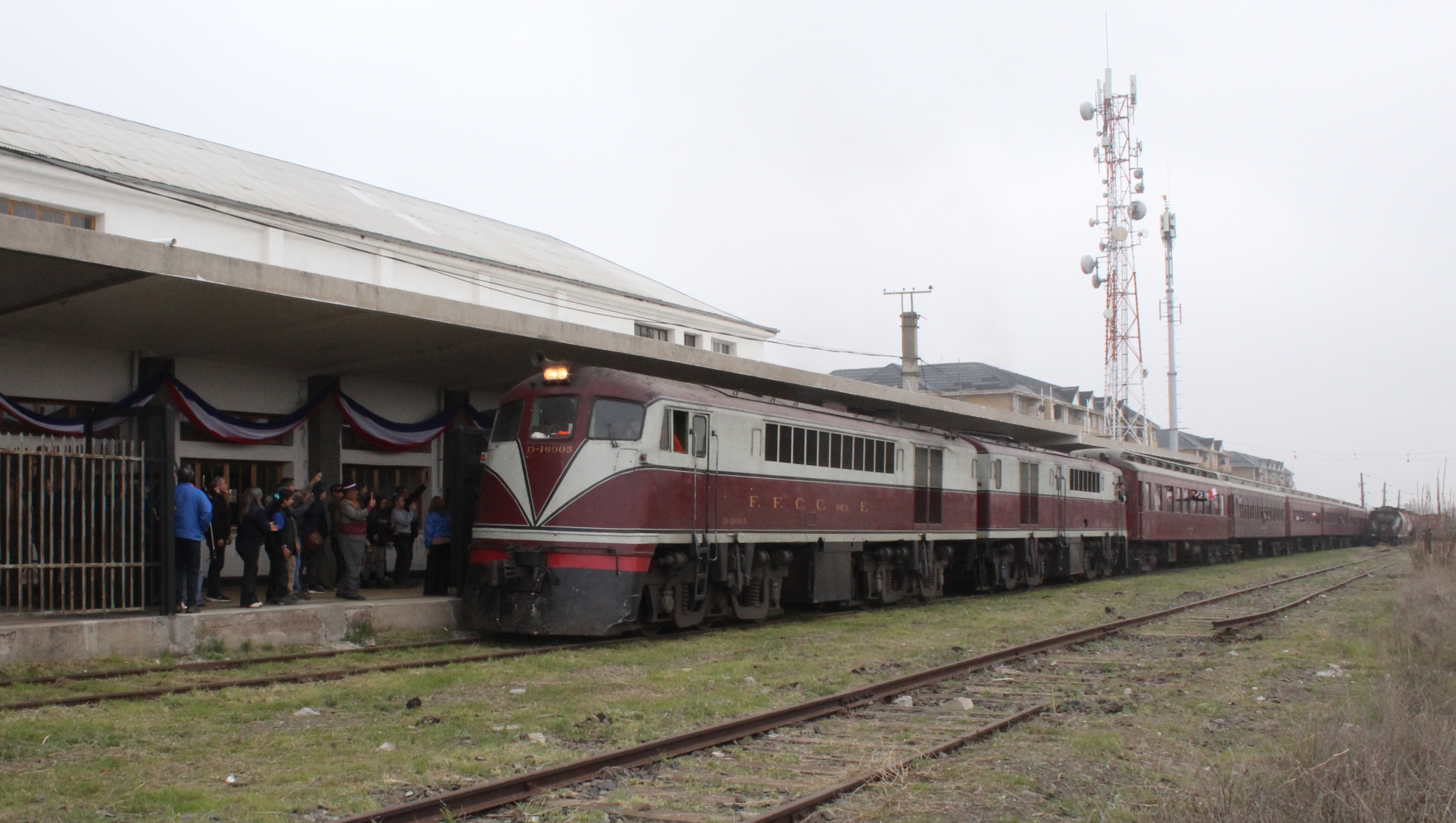
Tren del Recuerdo llegando a la Estación de Los Andes. 9 Agosto 2025

### Tren del Recuerdo
El 15 de julio de 2025 la Empresa de los Ferrocarriles del Estado, Pro Aconcagua y la Corporación del Patrimonio Ferroviario firmaron un convenio para que el Tren del Recuerdo llegue a Los Andes, anunciando su primer viaje para el 9 de agosto desde la Estación Central de Santiago hasta la estación Los Andes. El 9 de Agosto del 2025 las 2 Locomotoras D-16005 y D-16012 acopladas con 8 coches de pasajeros llegaron a la Estación de Los Andes, después que dicha estación estuviera mas de 30 años sin actividad ferroviaria en el andén del Ex-Ramal Llay Llay-Los Andes desde 1993.

## Infraestructura
La estación cuenta con tres sectores delimitados; de este a oeste, el andén del tren Trasandino (actualmente ocupado por el terminal rodoviario de la ciudad), el sector central (parcialmente rehabilitado como centro cultural), que se correspondía con el andén del ramal Llay Llay-Los Andes, y finalmente la estación de transferencia y el patio de maniobras (utilizado íntegramente por FEPASA, principalmente para el transporte de concentrado de cobre desde Saladillo).